# Jörgen Bergmark (regissör)
Carl Håkan Jörgen Bergmark, född 4 september 1964 i Uppsala, är en svensk manusförfattare och regissör.

## Biografi
Jörgen Bergmark är uppvuxen i Sundsvall. Han arbetade i ett flertal olika yrkesfunktioner på svenska filmer och TV-serier och även som regiassistent och producent på Teater Galeasen 1991–1993. Hans långa samarbete med den norske regissören Bent Hamer resulterade 2003 i långfilmen Psalmer från köket, där Bergmark var samproducent och medförfattare. Filmen blev inbjuden till filmfestivalen i Cannes samma år.
Novellfilmen En kärleksaffär, med bland andra Pernilla August och Jakob Eklund i rollerna, uppmärksammades av både kritiker och publik och blev Guldbaggenominerad 2002. Långfilmsdebuten Det enda rationella, ett tragikomiskt drama med manus av Jens Jonsson, hade världspremiär under kritikerveckan i filmfestivalen i Venedig 2009. Filmen vann flera priser och visades på ett tjugotal festivaler under påföljande år. Både Stina Ekblad och Claes Ljungmark Guldbaggenominerades för sina rollprestationer.
Jörgen Bergmark har även skrivit manus för ett flertal av SVT:s längre serier, bland annat Skeppsholmen och Livet i Fagervik.

## Filmografi (i urval)
- 1997 – OP7 (TV-serie)
- 1998 – Rederiet (TV-serie)
- 2000 – Sjätte dagen (TV-serie)
- 2000 – Brottsvåg (TV-serie)
- 2001 – Reuter & Skoog (TV-serie)
- 2002 – En kärleksaffär
- 2002–2003 – Skeppsholmen (TV-serie)
- 2003 – Psalmer från köket
- 2007 – Höök (TV-serie)
- 2008 – Oskyldigt dömd (TV-serie)
- 2008–2009 – Livet i Fagervik (TV-serie)
- 2009 – Det enda rationella
- 2012 – Arne Dahl: Upp till toppen av berget (TV-serie)
- 2013 – Den fördömde (TV-serie)
- 2015–2018 – Beck (TV-serie)
- 2018 – Gråzon (TV-serie)
- 2021 – Huss (TV-serie)